# Борисовский сельсовет (Шаховской район)
Борисовский сельсовет — упразднённая административно-территориальная единица, существовавшая на территории Московской губернии и Московской области до 1939 года.
Борисовский сельсовет возник в первые годы советской власти. По данным 1921 года он входил в состав Муриковской волости Волоколамского уезда Московской губернии.
24 марта 1924 года Муриковская волость была упразднена и Борисовский с/с вошёл в Судисловскую волость.
По данным 1926 года в состав сельсовета входили 6 населённых пунктов — Борисовка, Бударино, Дубровское, Кремешки, Лобаново и Халилеево.
В 1929 году Борисовский с/с был отнесён к Шаховскому району Московского округа Московской области.
17 июля 1939 года Борисовский с/с был упразднён, а его территория в полном составе передана в Волочановский с/с.